# Laurent Sourisseau

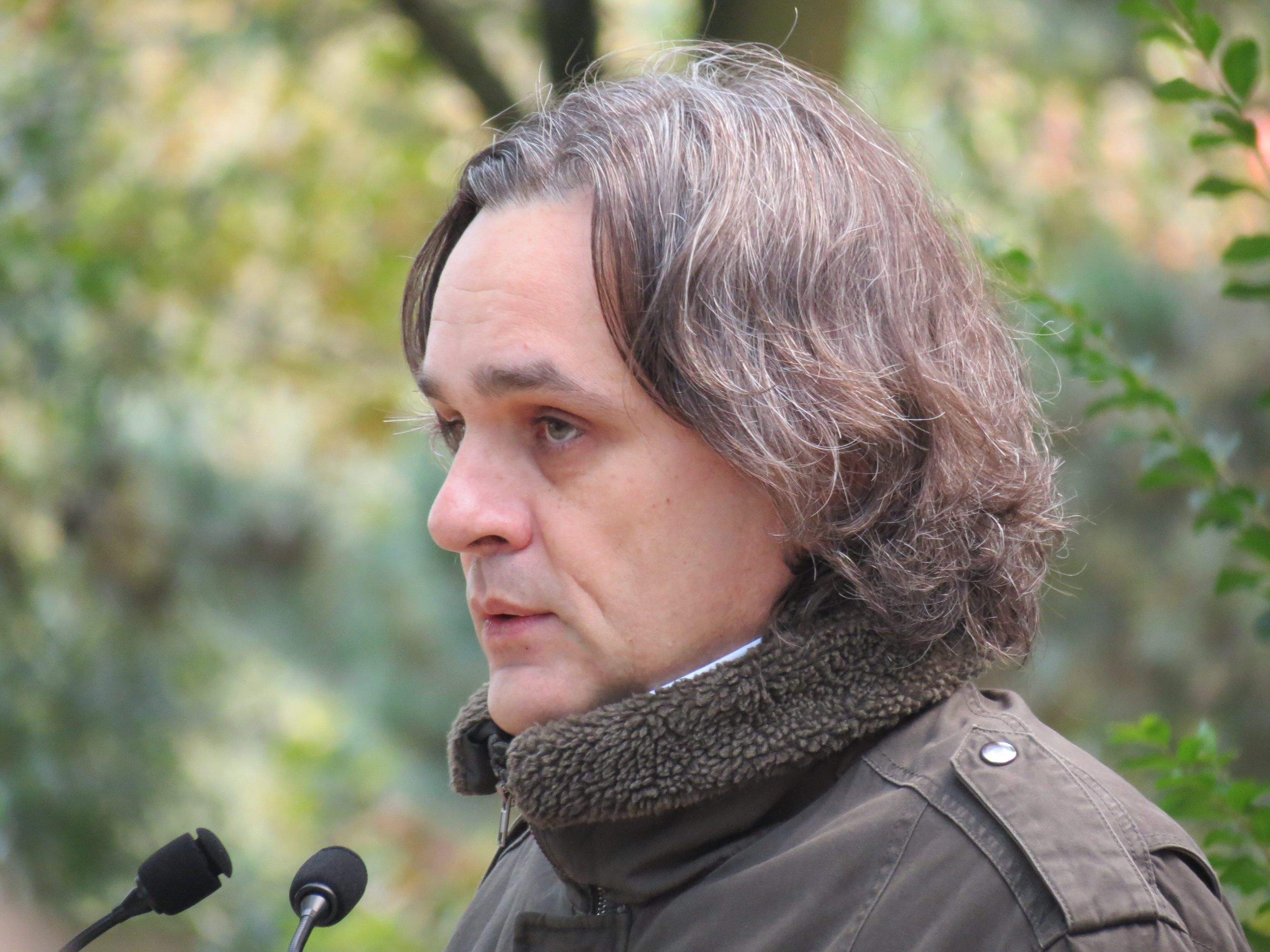
Laurent Sourisseau (2015)

Laurent Sourisseau, Pseudonym Riss (* 20. September 1966 in Melun), ist ein französischer Cartoonist und Karikaturist.

## Leben
Nach einem Jurastudium startete Laurent Sourisseau seine Karriere als Karikaturist 1991 mit ersten Veröffentlichungen im Satiremagazin La Grosse Bertha. Als 1992 die Satirezeitschrift Charlie Hebdo wiederbelebt wurde, begann er für das Magazin zu arbeiten und übernahm im Laufe der Jahre auch leitende Funktionen. Zuletzt fungierte er als Stellvertreter des Herausgebers Stéphane Charbonnier.
Beim Anschlag auf Charlie Hebdo am 7. Januar 2015 war Sourisseau in der Redaktion anwesend. Er wurde von einer Kugel in der rechten Schulter getroffen und überlebte das Attentat, weil er sich danach tot stellte. Anschließend wurde er ins Krankenhaus eingeliefert. Charbonnier und elf weitere Personen wurden getötet, darunter größtenteils Mitarbeiter der Zeitschrift.
Trotz seiner Verletzung steuerte der Karikaturist Zeichnungen zur ersten Ausgabe von Charlie Hebdo nach dem Anschlag bei, die am 14. Januar erschien. Am 19. Januar wurde bekanntgegeben, dass Sourisseau als directeur de publication die Leitung des Magazins zusammen mit Chefredakteur Gérard Biard übernimmt.

## Werke
- Les grands procès par Charlie Hebdo: Le procès Papon, 1998
- Mémé femme pratique, 1999
- Le Tour de France du crime, 2000
- Présidentielle 2007: Carnet de campagne de Charlie Hebdo mit Anne-Sophie Mercier, 2007
- J'aime pas l'école, 2007
- Le Rêve américain expliqué aux mécréants, 2007
- Ma première croisade, Georgie Bush s'en va t-en guerre, 2008
- Obama, what else? mit Jean-Luc Hees, 2009
- Hitler dans mon salon. Photos privées d’Allemagne 1933 à 1945, 2009